# Route nationale 15
La route nationale 15 (RN 15 o N 15) è stata una strada nazionale lunga 138 km che partiva da Pontoise e terminava a Dieppe.
In seguito all’intero declassamento degli anni settanta, la nomenclatura N15 passò ad indicare il tragitto dell’ex N13bis da Bonnières-sur-Seine a Le Havre per Rouen. Nel 2005 anche questo tratto venne completamente declassato, tanto che oggi la strada nazionale non esiste più.

## Percorso originario
Cominciava a Pontoise partendo dalla N14, ora declassata a D14, e proseguiva parallela a quest’ultima dopo essere uscita dalla città. Fino a Gisors oggi il percorso ricade sotto la D915, mentre nella cittadina ha il nome di D15bis. Da lì continuava verso nord ed oggi questo tratto è denominato D915. A Gournay-en-Bray presentava un breve tratto in comune con la N31, quindi proseguiva in direzione nord-ovest passando per Forges-les-Eaux ed altri paesi e terminando a Dieppe, sulla Manica (gli ultimi chilometri sono in comune con la N27).